# Кува (Тринидад и Тобаго)
Кува (англ. Couva) — город и административный центр региона Кува-Табаквит-Талпаро на западе острова Тринидад в Тринидаде и Тобаго. Омывается заливом Пария.

## История
Название города происходит от реки Кува.
До административной реформы город относился к ныне упразднённому графству Карони.

## География
Город расположен в западно-центральной части острова Тринидад, к югу от столицы страны Порт-оф-Спейна и к северу от Сан-Фернандо и Пойнт-Фортина. На юге города протекает река Кува, впадающая в залив Карли-Бэй.

## Инфраструктура
В городе расположена штаб-квартира одной из двух основных партий страны — «Объединённый национальный конгресс» (англ. United National Congress (UNC)).

## Население
По данным на 9 января 2011 года в городе проживали 3861 человек: мужчин — 1874, женщин — 1987.
На 15 мая 2000 года население составляло 2739 человек.